# Ray Wise
Raymond Herbert "Ray" Wise, född 20 augusti 1947 i Akron, Ohio, är en amerikansk skådespelare.
Wise är mest känd för sin roll som Leland Palmer i TV-serien Twin Peaks. Wise har också medverkat i filmen Robocop och i TV-serier som Star Trek: The Next Generation, Star Trek: Voyager och Reaper.

## Filmografi (urval)
- 1985 – Natty Gann och varghunden
- 1987 – Robocop
- 1989 – Star Trek: The Next Generation (TV-serie) (avsnittet Who Watches the Watchers)
- 1990–1991 – Twin Peaks (TV-serie)
- 1992 – Twin Peaks: Fire Walk with Me
- 1998 – Star Trek: Voyager (TV-serie) (avsnittet Hope and Fear)
- 1999 – Command & Conquer: Red Alert 2 (datorspel)
- 2005 – Good Night, and Good Luck.
- 2005–present – What About Ray? (TV-serie) [källa behövs]
- 2007–2008 – Reaper (TV-serie)
- 2011 – X-Men: First Class
- 2017 – Twin Peaks (TV-serie)